# Helena Valley Northeast
Helena Valley Northeast és una concentració de població designada pel cens dels Estats Units a l'estat de Montana. Segons el cens del 2000 tenia 2.122 habitants.

## Demografia
Segons el cens del 2000, Helena Valley Northeast tenia 2.122 habitants, 776 habitatges, i 619 famílies. La densitat de població era de 17,5 habitants per km².
Dels 776 habitatges en un 37% hi vivien nens de menys de 18 anys, en un 69,8% hi vivien parelles casades, en un 5,5% dones solteres, i en un 20,2% no eren unitats familiars. En el 16,4% dels habitatges hi vivien persones soles el 3,4% de les quals corresponia a persones de 65 anys o més que vivien soles. El nombre mitjà de persones vivint en cada habitatge era de 2,68 i el nombre mitjà de persones que vivien en cada família era de 3.
Per edats la població es repartia de la següent manera: un 26% tenia menys de 18 anys, un 5,5% entre 18 i 24, un 29,8% entre 25 i 44, un 28,9% de 45 a 60 i un 9,8% 65 anys o més.
L'edat mediana era de 39 anys. Per cada 100 dones de 18 o més anys hi havia 104 homes.
La renda mediana per habitatge era de 50.804 $ i la renda mediana per família de 54.728 $. Els homes tenien una renda mediana de 32.140 $ mentre que les dones 26.563 $. La renda per capita de la població era de 20.283 $. Aproximadament l'1,4% de les famílies i el 3,8% de la població estaven per davall del llindar de pobresa.

## Poblacions més properes
El següent diagrama mostra les poblacions més properes.